# Text
Text S.A. (dawniej LiveChat Software S.A.) – polskie przedsiębiorstwo informatyczne z siedzibą we Wrocławiu; producent oprogramowania komunikacyjnego dla biznesu. Przedsiębiorstwo powstało w 2002 roku jako Livechat Sp. z o.o., a od października 2007 roku jest spółką akcyjną. W 2011 roku spółka otworzyła oddział w Północnej Karolinie w Stanach Zjednoczonych.

## Historia
Z głównego produktu LiveChat, oferowanego przez spółkę w modelu Software as a Service, korzysta ponad 37 000 klientów, a blisko 80% sprzedaży jest realizowanej w USA dla klientów takich jak m.in. Bosch, LG, Philips, Samsung, Stanford University czy UCLA.
Poza tworzeniem programów komunikacyjnych przeznaczonych do wykorzystania w biznesie, LiveChat Software była w latach 2004–2011 właścicielem serwisu czatowego PolChat. W lutym 2008 63% akcji spółki nabyła GG Network S.A. sprawiając tym samym, że LiveChat Software stała się kolejną po Gadu-Gadu i Allegro.pl spółką w grupie kapitałowej koncernu Naspers.
We wrześniu 2011 roku GG Network S.A. dokonało sprzedaży wszystkich akcji spółki – założyciele i kluczowi managerowie dokonali transakcji wykupu menedżerskiego, w ramach której objęli dodatkowy pakiet 21,17% akcji spółki i weszli w posiadanie 60% kapitału spółki, zaś 40% akcji LiveChat Software objął fundusz Tar Heel Capital.
W dniu 11 kwietnia 2014 r. odbyło się pierwsze notowanie spółki LiveChat Software S.A. na Giełdzie Papierów Wartościowych w Warszawie. Pod koniec 2017 roku spółka znalazła się w indeksie mWIG40, a w czerwcu 2019 roku w nowym indeksie WIGTech.
W 2018 roku firma rozszerzyła ofertę produktową o nowe narzędzia – ChatBot, HelpDesk oraz KnowledgeBase. W 2022 roku firma dodała do oferty produktowej OpenWidget.
Pod koniec 2022 roku spółka poinformowała o zakupie domeny text.com, a we wrześniu 2023 formalnie zmieniła nazwę na Text S.A.

## Produkty
- LiveChat – oprogramowanie typu live chat do sprzedaży, konsultingu i obsługi klientów na stronie internetowej.
- ChatBot – platforma wykorzystująca sztuczną inteligencję do tworzenia chatbotów, wcześniej znana jako BotEngine[14].
- HelpDesk – system do obsługi klientów za pomocą poczty elektronicznej, system helpdesk[14].
- KnowledgeBase – aplikacja, która umożliwia budowę i udostępnianie własnych baz wiedzy[15].
- OpenWidget – narzędzie dające możliwość instalowania widżetów na stronach internetowych firm[15][16][17].

Produkty, które nie są już rozwijane:
- GG Pro – biznesowy multikomunikator internetowy.
- Chat Server – serwer czatowy do organizacji masowych pogawędek internetowych.

## Społeczna odpowiedzialność biznesu
Spółka ma długą historię inicjatyw non-profit i pro publico bono. Firma wspierała organizacje podczas wybuchu pandemii COVID-19 w 2020 r., bezpłatnie oferując swoje usługi podmiotom non-profit i for-profit, które pomagały w walce z COVID-19.
W ramach pomocy ofiarom rosyjskiej agresji na Ukrainę, rozwiązania LiveChat Software były nieodpłatnie udostępniane organizacjom pożytku publicznego, a spółka zaoferowała wykorzystanie biura we Wrocławiu dla organizacji humanitarnych oraz jako świetlicę dla dzieci, wycofała się ze współpracy z podmiotami z Białorusi i Rosji oraz przekazała darowiznę w wysokości 1 mln zł na rzecz Polskiej Akcji Humanitarnej, działającej na Ukrainie od 2014 r..
W 2022 roku LiveChat Software był jednym ze współzałożycieli i sponsorów organizacji non-profit Tech to the Rescue, która realizuje projekty technologiczne we współpracy z organizacjami pożytku publicznego oraz organami rządowymi. Przykładami zrealizowanych projektów była integracja produktowa platformy języka migowego Migam.org z aplikacją LiveChat.
Organizacja wspiera również rozwój branży obsługi klienta oraz osób pracujących w tym segmencie, czego przykładem jest Typing Speed Test – darmowe narzędzie działające na zasadzie testu szybkości pisania, służące do poprawy wydajności i dokładności umiejętności pisania na klawiaturze (mierzonej w słowach na minutę). Liczba testów przeprowadzonych za pomocą tego narzędzia przekroczyła dziesiątki milionów, a poza branżą obsługi klienta test znalazł zastosowanie także w testach klawiatur komputerowych.

## Nagrody
W konkursie Deloitte Technology Fast 50 Central Europe 2011 spółka została sklasyfikowana na 26 miejscu pośród najszybciej rozwijających się przedsiębiorstw z zakresu nowoczesnych i innowacyjnych technologii zlokalizowanych w regionie Europy Środkowej. W kolejnej edycji rankingu w roku 2012, spółka ze wzrostem przychodów na poziomie 830% zajęła 18 miejsce. Rok później spółka ponownie zajęła 18 miejsce, przy wzroście przychodów o 624%. Wynik ten pozwolił na zajęcie 221 miejsca w Deloitte Technology Fast 500 EMEA, obejmującego spółki z obszaru Europy, Bliskiego Wschodu i Afryki.